# Карьер (повесть)
Карьер — повесть белорусского писателя Василя Быкова, опубликованная в 1986 году. Является одним из значимых произведений писателя из числа таких как «Обелиск», «Сотников», «Третья ракета», «Его батальон», «Дожить до рассвета», «Западня», «Круглянский мост», «Альпийская баллада» и другие. Здесь показана судьба бывшего фронтовика Агеева в настоящее время и в трагическое время начала войны, куда главный герой возвращается мыслями и воспоминаниями. Присутствуют краткие новеллы о судьбе Барановских, фронтовика-инвалида Семёна и других.

## Сюжет
Главный герой, фронтовик Агеев прибывает в местечко и занимается расспросами неких людей у местных, но, не получив исчерпывающих ответов на свои вопросы, начинает раскопки карьера. Далее видно, что ищет он людей, пропавших в самом начале войны. Здесь он знакомится с Семёном, местными, к нему приезжает сын. Повествуется о том, что пережил Агеев в начале войны. Чудом уцелевший в ходе жестокого разгрома, начальник боепитания Агеев, получивший осколком гранаты ранение в ногу, в ходе боя, вместе с лейтенантом Молоковичем вырывается из окружения. Они от безысходности идут в местечко, пытаясь подстроиться под гражданских, а после излечения идти на восток к своим. Но коварная судьба неожиданно нарушает их планы.

## Экранизация
Кинокартина с одноимённым названием была выпущена в 1990 году. Производство осуществлялось на студии «Юношество» кинокомпании «Мосфильм». Режиссёром картины выступил Николай Скуйбин, автором сценария — Эдуард Володарский. В главных ролях снялись Игорь Бочкин, Юрий Ступаков, Светлана Капылова, Лев Борисов и другие. 